# Tejido de punto circular

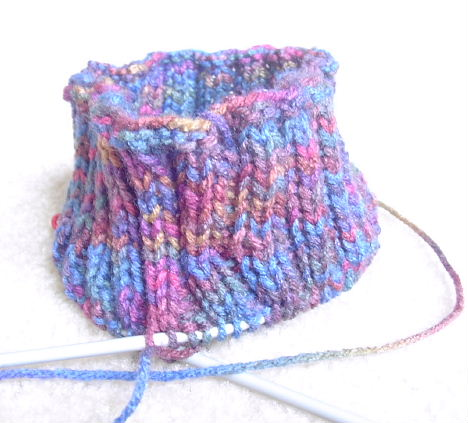
Tejiendo utilizando una aguja circular.

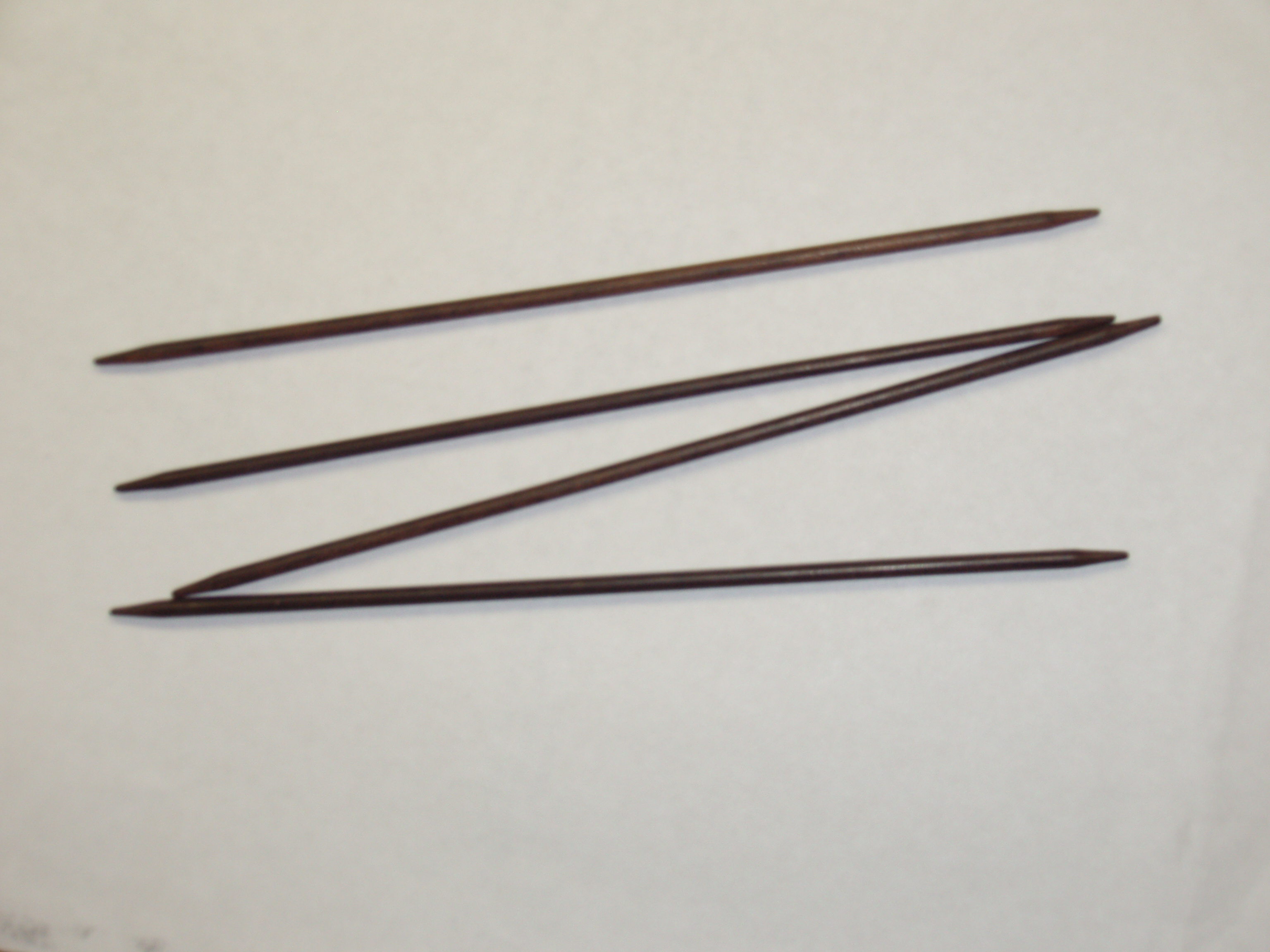
Cuatro doble apuntado agujas de tejer

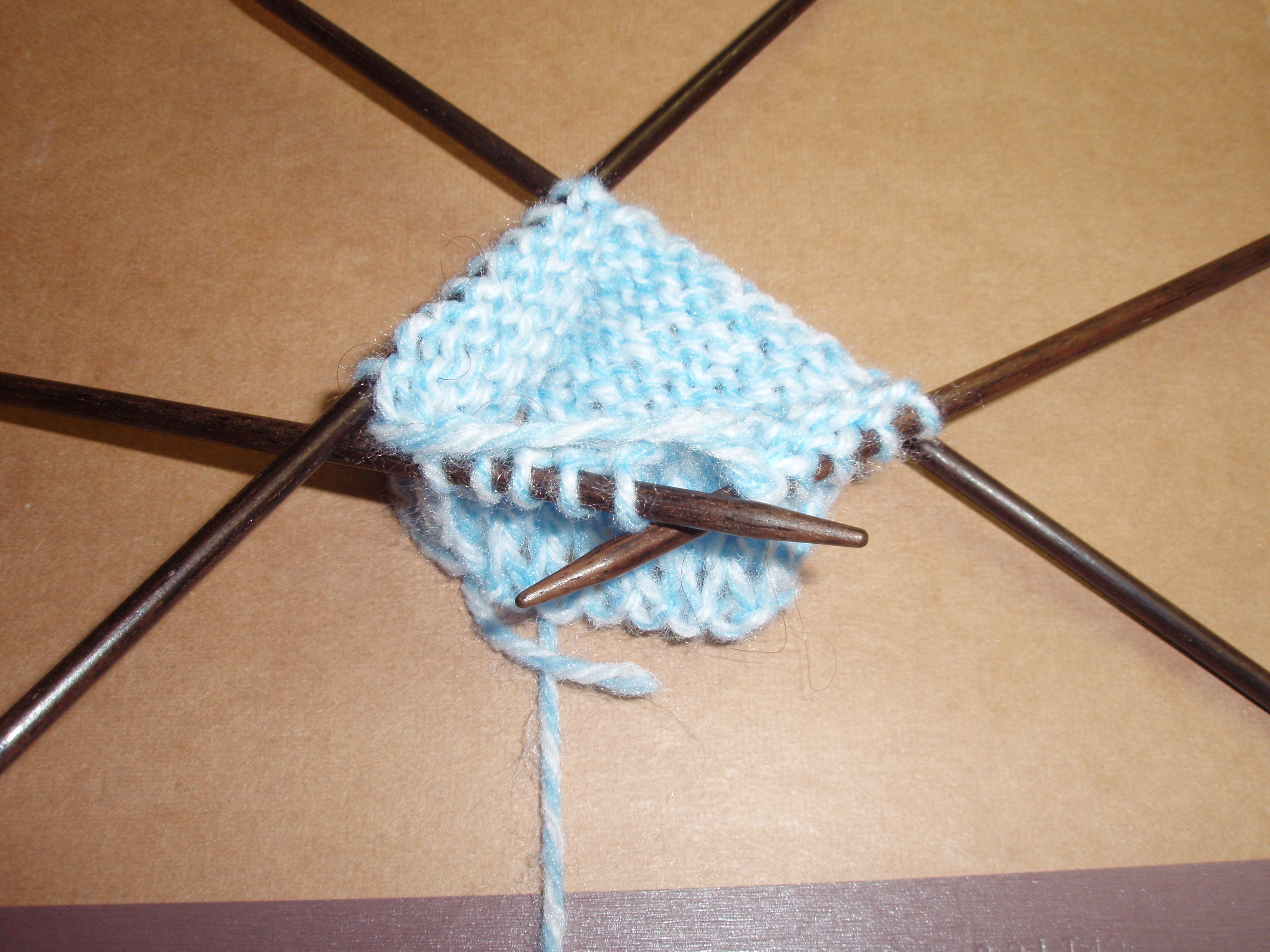
Tejiendo en puntos dobles.

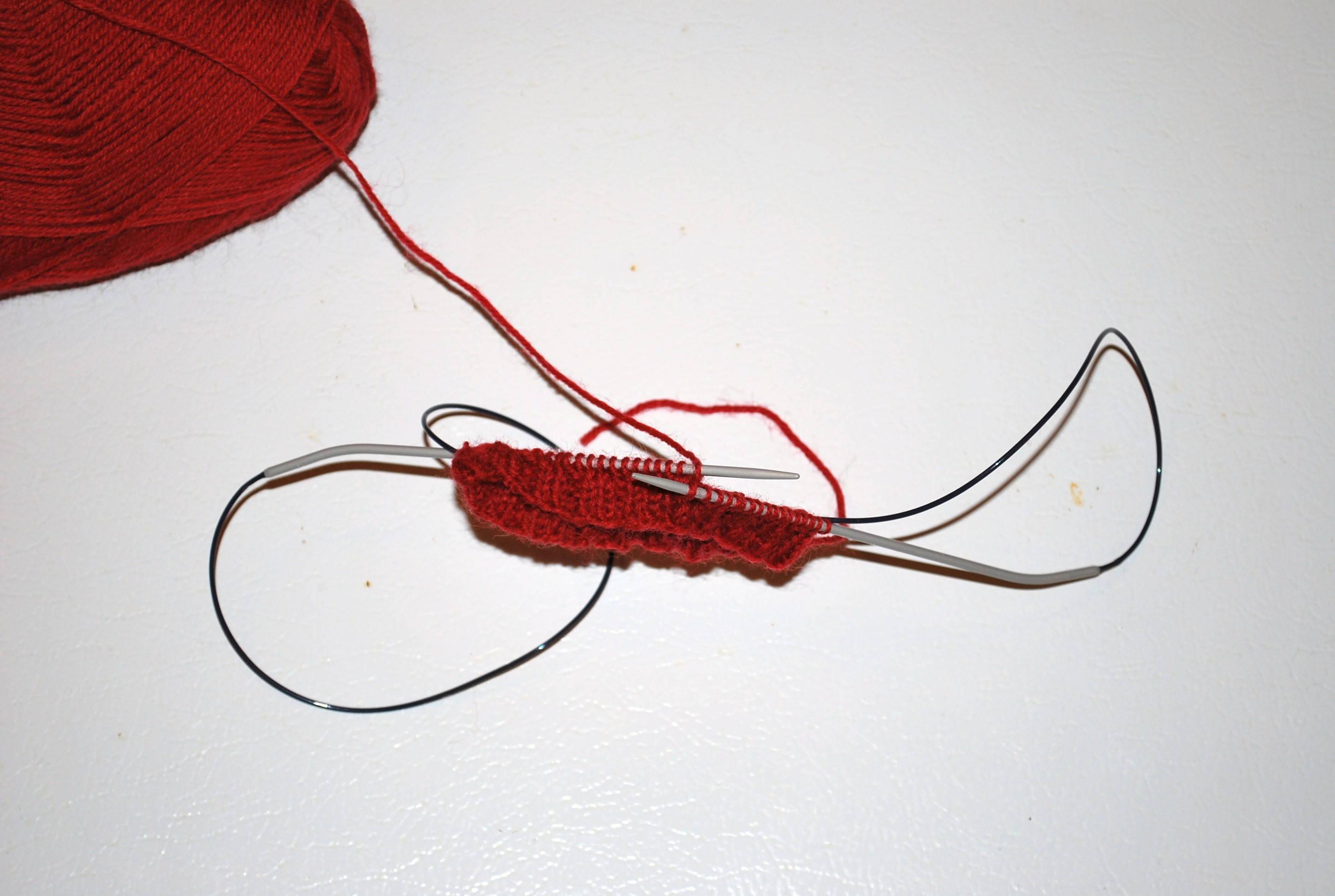
El bucle mágico que teje en una aguja circular.

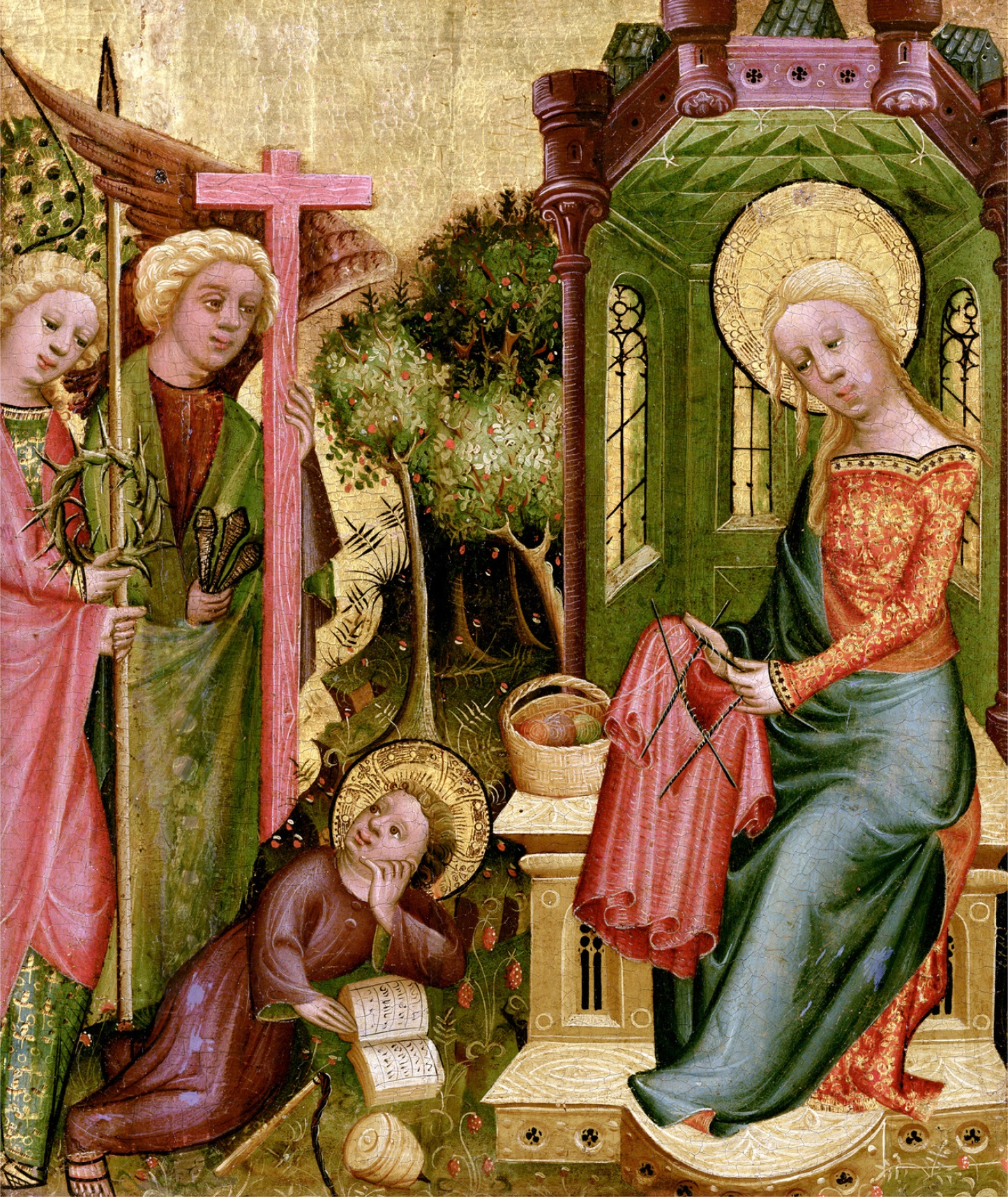
La imagen más temprana de circular tejiendo, del.

El tejido de punto circular o tejido en rondó es una forma  de tejer que crea un tubo sin costuras. Cuando se teje en circular, se montan los puntos normalmente, y posteriormente se unen para cerrarlos formando un círculo. El tejido está trabajado en “vueltas” (el equivalente a las “filas” del tejido en plano) formando una espiral. Originalmente, el tejido en circular se hacía utilizando un conjunto de cuatro o cinco agujas de doble punta. Más tarde, se inventaron las agujas circulares, las cuales permiten tanto tejer en circular como en plano: las agujas circulares están formadas por dos agujas cortas unidas por un cable flexible.
Las agujas circulares más largas pueden usarse para producir tubos estrechos tejidos, como por ejemplo para calcetines, mitones, y otros elementos que utilizan la técnica del Bucle Mágico. Las máquinas también pueden producir tejido en circular. 
Muchos tipos de jerséis son tejidos tradicionalmente en circular. Las aperturas (agujeros para los brazos, cuellos, frentes de chaquetas…) son temporalmente tejidas con puntos extra, y reforzadas si es necesario. Posteriormente, los puntos extra se cortan para formar la apertura, y se cosen con una máquina de coser para impedir que se deshaga.  Esta técnica se llama “steeking”.

## Técnica de Bucle mágico
Inventado por Sarah Hauschka y escrito en el folleto “El Bucle Mágico” de Beverly Galeska , publicado por FiberTrends, el Bucle Mágico utiliza una aguja circular de 40 pulgadas para tejer proyectos circulares de cualquier circunferencia. 
Utilizando unas agujas circulares de 47 pulgadas, se pueden tejer dos proyectos al mismo tiempo, como por ejemplo dos calcetines, utilizando el método de Bucle Mágico.